# UCI Nations Cup U23 / 2012
De UCI Nations Cup U23 / 2012 was de zesde editie van de UCI Nations Cup U23 voor jonge wegwielrenners van 19 tot en met 22 jaar. Deze wordt jaarlijks georganiseerd door de UCI en levert per wedstrijd punten op die resulteren in een rangschikking per land. Deze compêtitie bestaat in 2012 uit zes wedstrijden.

## Wedstrijden
| Code   | Datum                     | Naam wedstrijd                   | Winnaar           |
| ------ | ------------------------- | -------------------------------- | ----------------- |
| 1.Ncup | 7 april                   | Ronde van Vlaanderen U23         | Kenneth Vanbilsen |
| 1.Ncup | 11 april                  | La Côte Picarde                  | Vegard Breen      |
| 1.Ncup | 14 april                  | ZLM Tour                         | Maxime Daniel     |
| 2.Ncup | 17-21 april               | Toscana-Terra di ciclismo        | Fabio Aru         |
| 2.Ncup | 31 mei - 3 juni           | Coupe des Nations Ville Saguenay | Arman Kamysjev    |
| 2.Ncup | 26 augustus - 1 september | Ronde van de Toekomst            | Warren Barguil    |

## Eindstand
| Plaats | Land             | Punten |
| ------ | ---------------- | ------ |
| 1      | Frankrijk        | 113    |
| 2      | België           | 89     |
| 3      | Italië           | 80     |
| 4      | Kazachstan       | 62     |
| 5      | Slovenië         | 61     |
| 6      | Noorwegen        | 48     |
| 7      | Rusland          | 45     |
| 8      | Nederland        | 44     |
| 9      | Argentinië       | 43     |
| 10     | Verenigde Staten | 37     |

2007 · 
2008 · 
2009 · 
2010 · 
2011 · 
2012 · 
2013 · 
2014 · 
2015 · 
2016 · 
2017 · 
2018 · 
2019 · 
2020